# باولو تيكسيرا (سياسي)
باولو تيكسيرا هو سياسي برازيلي، ولد في 6 مايو 1961 في Águas da Prata ‏ في البرازيل. نشط حزبياً في حزب العمال البرازيلي. وقد انتخب النائب الاتحادي لساو باولو ‏ خلال فترته النيابية ‏ (1 فبراير 2019 – ) وانتخب عضو مجلس النواب البرازيلي ‏ خلال فترته النيابية ‏ وانتخب عضو مجلس النواب البرازيلي ‏ عن دائرة São Paulo ‏ وقد انضم خلال فترته النيابية ‏ للكتلة البرلمانية حزب العمال البرازيلي.